# The Capeman
The Capeman är en musikal av Paul Simon (musik och text) och Derek Walcott (text), som hade premiär 28 januari 1998. Musiken är en blandning doo-wop, gospel, och "latin music". Musikalen nominerades för en Tony för bästa musik.
The Capeman är baserad på en verklig händelse som inträffade 1959 då Salvador Agron (som var av Puerto Ricansk härkomst) mördade två vita tonåringar i New York. Agron flydde från platsen iklädd en cape och lyckades hålla sig gömd för polisen under några dagar innan han till slut greps och sedermera dömdes till långvarigt fängelsestraff.
Trots att Simon samarbetade med poeten och nobelpristagaren Derek Walcott så blev musikalen en av de största flopparna på Broadway någonsin. Musikalen lades ner efter bara 68 föreställningar (+ 59 förhandsvisningar innan premiären) den 28 mars 1998. Simon och övriga investerare förlorade sammanlagd 11 miljoner dollar.
Huvudrollerna spelades av Rubén Blades (som den äldre Salvador Agron), Marc Anthony (som den yngre Agron) och Ednita Nazario som Agrons mamma.
Paul Simons egna versioner av tretton sånger (fjorton på en senare, remastrad utgåva) från musikalen gavs ut på albumet Songs From The Capeman. Hela musikalen finns även inspelad i studio av de som framförde den på Broadway, men denna har av okänd anledning ännu inte givits ut officiellt på album, däremot finns den för nedladdning på Itunes.